# Andrew Gabel
Andrew Alexander Gabel (Chicago, 23 dicembre 1964) è un ex pattinatore di short track statunitense.

## Palmarès
Olimpiadi
- Argento a Lillehammer 1994 (staffetta)